# Province de Lamphun
Lamphun (en thaï : ลำพูน) est une province (changwat) de Thaïlande. C'est la plus petite province du nord de la Thaïlande.
Elle est située dans le nord du pays. Sa capitale est la ville de Lamphun. Lamphun est traversée par la rivière Khuang, un tributaire de la Ping.

## Subdivisions

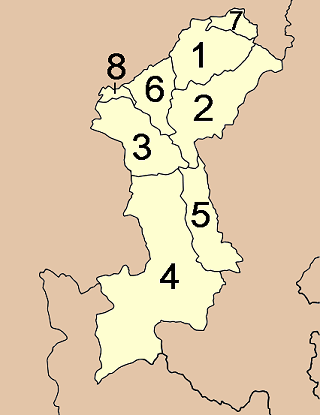
Carte des amphoe de la province de Lamphun.

Lamphun est subdivisée en 8 districts (amphoe) : Ces districts sont eux-mêmes subdivisés en 51 sous-districts (tambon) et 551 villages (muban).
Liste des 8 amphoe (districts)
1. Mueang Lamphun
2. Mae Tha
3. Ban Hong
4. Li
5. Thung Hua Chang
6. Pa Sang
7. Ban Thi
8. Wiang Nong Long

## Économie
Cette province est connue pour son parc industriel d'environ 900 usines et pour ses importantes plantations de longanes.

## Curiosités
- Parc national de Doi Khun Tan